# Закустищенское сельское поселение
Закустищенское сельское поселение — упразднённое муниципальное образование в составе Демидовского района Смоленской области России.
Административный центр — деревня  Холм. На территории поселения находились 14 населённых пунктов.
Образовано Законом Смоленской области от 28 декабря 2004 года. Упразднено Законом Смоленской области от 28 мая 2015 года с включением всех входивших в него населённых пунктов в Заборьевское сельское поселение

## Географические данные
- Общая площадь: 74,13 км²
- Расположение: северная часть Демидовского района
- Граничит:
  - на севере — с Баклановским сельским поселением
  - на востоке — с Воробьёвским сельским поселением
  - на юге и западе — с Заборьевским сельским поселением
- По территории поселения проходит автомобильная дорога Демидов — Пржевальское.
- Крупная река: Половья.

## Экономика
Сельхозпредприятия, магазины .

## Населённые пункты
В состав поселения входят следующие населённые пункты:
- Деревня Холм — административный центр
- Алексино, деревня
- Большое Закустище, деревня
- Булыжа, деревня
- Завилье, деревня
- Ивашнево, деревня
- Космовское, деревня
- Коты, деревня
- Крутели, деревня
- Малое Закустище, деревня
- Петровское, деревня
- Побоище, деревня
- Половье, деревня
- Сокорево, деревня

Общая численность населения — 406 человек.